# غينادي ياناييف

غينادي ياناييف (الثاني من اليمين) في 19 أغسطس 1991

غينادي إيفانوفيتش ياناييف  (بالروسية: Геннадий Иванович Янаев؛ 26 أغسطس 1937 - 24 سبتمبر 2010) سياسي ورجل دولة سوفيتي وقد خدم خلال عهود خروتشوف، بريجنيف، أندروبوف وتشيرنينكو، وبلغ ذروة مسلكه الوظيفي خلال عهد ميخائيل غورباتشوف . ولد ياناييف في بيرفوز ، في أوبلاست غوركي. بعد سنوات قضاها في السياسة المحلية، برز على الساحة الوطنية وأصبح رئيس مجلس العموم المركزي لاتحادات نقابات العمال، وشغل أيضا وظائف أخرى مثل نائب رئيس اتحاد الجمعيات السوفيتية للصداقة والعلاقات الثقافية مع الدول الأجنبية.
بسبب رئاسته لمجلس العموم المركزي لاتحادات نقابات العمال حصل على مقعد في المكتب السياسي للحزب الشيوعي السوفيتي . خلال اجتماع الحزب في يوليو تموز في عام 1990 تم انتخابه عضوا في الأمانة العامة للجنة المركزية للحزب الشيوعي. في وقت لاحق من ذلك العام، وبدعم من ميخائيل غورباتشوف، انتخب ياناييف، ليكون نائب رئيس الاتحاد السوفيتي . وذلك لأول وآخر مرة . ولكن بسبب وجود شكوك متزايدة حول الإصلاحات التي كان يقودها غورباتشوف، فقد بدأ ياناييف ينظر إلى الاصلاحات بأنها تقود الاتحاد السوفيتي إلى نهايته، لذلك قام مع سبعة أشخاص آخرين في الحكومة السوفيتية . بمحاولة انقلاب للإطاحة بغورباتشوف وذلك في أغسطس من العام 1991 . حيث تولى منصب القائم بأعمال رئيس الاتحاد السوفيتي من 18 أغسطس 1991 وحتى 22 أغسطس 1991 . قبل أن يفشل الانقلاب بسبب شعبية الرئيس الروسي بوريس يلتسن الذي قاوم الانقلاب . ثم تم القبض عليه لدوره في الانقلاب، و تم العفو عنه لاحقا في 1994 من قبل مجلس الدوما. أمضى بقية حياته يعمل في إدارة السياحة الروسية حتى وفاته في 24 سبتمبر 2010.

## روابط خارجية
- غينادي ياناييف على موقع مونزينجر (الألمانية)